# Euchromia wasinica
Euchromia wasinica là một loài bướm đêm thuộc phân họ Arctiinae, họ Erebidae.